# Панджі
Панджі (узб. Panji, Панжи) — міське селище в Узбекистані, в Кітабському районі Кашкадар'їнської області.
Статус міського селища з 2009 року.